# Diastrocixius thelya
Diastrocixius thelya är en insektsart som beskrevs av Caldwell 1944. Diastrocixius thelya ingår i släktet Diastrocixius och familjen kilstritar. Inga underarter finns listade i Catalogue of Life.